# 8月12日
8月12日是阳历年的第224天（闰年是225天），离一年的结束还有141天。

## 大事记

### 19世纪以前
- 前30年：古埃及末代法老克丽奥佩脱拉七世在罗马共和国占领亚历山卓后自杀身亡，托勒密王朝灭亡。
- 1121年：大卫四世率领的格鲁吉亚军队在迪德格里战役中战胜塞尔柱的联军。
- 1164年：哈里姆战役中，努尔丁率军击败了的黎波里伯国、安条克公国的十字军联军。
- 1323年：瑞典和诺夫哥罗德共和国缔结内特堡和约。
- 1492年：哥伦布抵达加那利群岛。

### 19世紀
- 1877年：美国天文学家阿萨夫·霍尔在美国海军天文台发现火星较小的卫星「火卫二」。
- 1865年：英国外科医生约瑟夫·李斯特进行了第一次抗菌手术。
- 1883年：世界上最后一头已知的平原斑马亚种斑驴在荷兰阿姆斯特丹阿提斯皇家动物园死去。
- 1898年：美西战争实现停火（正式签订合约于12月）。

### 20世紀
- 1908年：第一辆福特T型车下线。
- 1949年：新华社针对美国国务院8月5日发表的《美国同中国的关系》白皮书，发表以《无可奈何的供状》为题的评论。
- 1952年：13位猶太詩人在莫斯科被以間諜罪名處死，而這些罪名是基於虛假的供詞。
- 1960年：美国发射史上第一个气球卫星回声1号（英语：Project Echo#Echo 1）。
- 1977年：中国共产党第十一次全国代表大会在北京举行，大会宣告历时十年的“文化大革命”结束。
- 1977年：穿梭機「企業號」首航。
- 1977年：斯里兰卡发生暴乱（英语：1977 riots in Sri Lanka）。
- 1978年：中国和日本签订《中日和平友好条约》。
- 1981年：美国科技公司IBM推出首部搭载MS-DOS的个人电脑IBM PC，也是IBM PC相容机的原型。
- 1984年：洛杉矶奥运会闭幕。
- 1985年：日本航空123號班機從東京飛往大阪途中於群馬縣撞山墜毀，520人罹難，成為歷史上最為嚴重的單一一架飛機空難。
- 1989年：中华人民共和国山东省青岛市黄岛油库发生特大火灾爆炸事故，造成19名消防员牺牲，100多人受伤，泄露的原油和燃烧产生的污染物对胶州湾及黄海青岛近岸造成生态危机。
- 1990年：美国古生物学家苏·亨德里克森在南达科他州費斯发现历来最完整的一具暴龙属化石。
- 1991年：新华社記者范麗青和中新社记者郭偉鋒抵达台北，全程报道中国红十字会总会代表赴台湾探望因在閩獅漁事件中被台湾政府扣押的18名大陆渔民的事件。这是中国大陆记者40多年来首次进入台湾采访。
- 1992年：美国，加拿大及墨西哥三国签署北美自由贸易协议。
- 1993年：《中国大百科全书》除索引卷外，全部出齐。
- 1994年：1994–95美國職棒大聯盟罷工（英语：1994–95 Major League Baseball strike）：美國職棒大聯盟球員展開長達232天的罷工行動，造成所有剩餘季賽及世界大賽全部取消。
- 2000年：俄罗斯海军949型核潜艇「库尔斯克号」在巴伦支海发生爆炸沉没，造成舰上118人死亡。

### 21世紀
- 2001年：台湾团结联盟成立。
- 2011年：2011年夏季世界大學生運動會在中国深圳開幕[1][2]。
- 2011年：天文学家宣布，发现近乎黑暗的系外行星TrES-2，对太阳光的反照率低于1%[3]。
- 2012年：2012年夏季奧林匹克運動會在英國倫敦閉幕。
- 2013年：印度第一艘国产航母维克兰特号下水。
- 2015年：中国天津市滨海新区天津港一危化品仓库发生爆炸事故，共造成165人遇难、8人失踪，798人受伤。
- 2016年：國營大同江啤酒廠舉辦北韓第一屆啤酒節。
- 2018年：香港「長者及合資格殘疾人士公共交通票價優惠計劃」的涵蓋範圍擴展至全線「綠色」專線小巴路線。

## 出生
- 1503年：克里斯蒂安三世，丹麥、挪威國王。（1559年逝世）
- 1604年：德川家光，日本江戶幕府第3代征夷大將軍。（1651年逝世）
- 1724年：慶恭皇貴妃，清朝皇妃。（1774年逝世）
- 1762年：喬治四世，英國國王，漢諾瓦國王。（1830年逝世）
- 1794年：湯瑪斯·穆勒迪，美國天主教神父、耶穌會領袖。（1860年逝世）
- 1831年：海倫娜·布拉瓦茨基，俄羅斯神智學家、作家、哲學家。（1891年逝世）
- 1837年：慈安太后，清朝咸豐帝皇后。（1881年逝世）
- 1844年：穆罕默德·艾哈邁德·馬赫迪，蘇丹宗教改革家、軍事與政治人物。（1885年逝世）
- 1861年：魯奇·加里尼，義大利無政府主義者。（1931年逝世）
- 1887年：埃尔温·薛定谔，奥地利物理学家，量子力学奠基人之一，1933年諾貝尔物理学奖得主。（1961年逝世）
- 1897年：奥托·斯特鲁维，俄裔美國天文学家。（1963年逝世）
- 1902年：穆罕默德·哈達，印尼政治人物，首任印尼副總統，第3任印尼總理。（1980年逝世）
- 1904年：阿列克谢·罗曼诺夫，俄罗斯帝國末代皇储。（1918年逝世）
- 1911年：文郁生，英國外交官。（1983年逝世）
- 1924年：穆罕默德·齊亞·哈克，巴基斯坦軍事、政治人物，第5任巴基斯坦總統。（1988年逝世）
- 1930年：雅克·蒂茨，法國數學家。（2021年逝世）
- 1930年：杜祖健，臺灣裔美國化學家。（2024年逝世）
- 1930年：喬治·索羅斯，世界知名貨幣投機大亨。
- 1932年：詩麗吉王后，泰國王后。
- 1936年：安德烈·科林巴，中非政治人物，第4任中非共和國總統。（2003年逝世）
- 1941年：艾德溫·佛訥，美國作家、政治人物。（2025年逝世）
- 1943年：陳彼得，台灣男歌手、詞曲作家、音樂製作人。（2025年逝世）
- 1945年：尚·努維爾，法國建築師。
- 1950年：喬治·麥金尼斯，美國職業籃球運動員。（2023年逝世）
- 1950年：陳永興，台灣政治人物、醫師。
- 1952年：西塔拉姆·亞秋里，印度政治人物。（2024年逝世）
- 1952年：施崇棠，台灣企業家。
- 1952年：陳凱歌，中國導演。
- 1953年：卡洛斯·梅薩，玻利維亞歷史學家、記者、政治人物，第63任。玻利維亞總統
- 1954年：梁振英，第四任香港特別行政區行政長官。
- 1954年：弗朗索瓦·奧朗德，法國政治人物，第24任法國總統
- 1956年：吉田秋生，日本漫畫家。
- 1958年：陣內孝則，日本演員。
- 1960年：羅霈穎，台灣演員。（2020年逝世）
- 1962年：陳青敏，越南政治人物，現任越南國會主席
- 1963年：雙羽黑光司，日本相撲力士，第60代橫綱。（2019年逝世）
- 1967年：許志安，香港演員、歌手。
- 1968年：遊佐浩二，日本男性聲優。
- 1970年：吉岡秀隆，日本男演員、創作歌手。
- 1971年：鄧惠文，台灣心理學家。
- 1971年：山普拉斯，美國男子網球運動員。
- 1972年：鍾欣凌，台灣演員。
- 1972年：貴乃花光司，日本相撲力士，第65代橫綱。
- 1973年：韓載錫，韓國男演員。
- 1975年：黃修平，香港電影導演、編劇。
- 1975年：凱西·艾佛列克，美國男演員、導演。
- 1977年：朴容夏，韓國男演員。（2010年逝世）
- 1978年：曾翊誠，台灣棒球選手。
- 1978年：郭蕙雯，新加坡女演員。
- 1980年：拉菲爾·阿勞約，巴西籃球運動員。
- 1981年：D.施斯，法國足球運動員。
- 1983年：黃宏任，台灣棒球選手。
- 1983年：阿澄佳奈，日本女性聲優。
- 1983年：克拉斯-扬·亨特拉尔，荷蘭足球員。
- 1983年：瑪麗亞姆·烏扎里，土耳其女演員。
- 1985年：吳崇銘，香港男子組合C AllStar成員。
- 1985年：解孟儒，臺灣導演、剪輯師。
- 1986年：劉以豪，台灣男演員。
- 1987年：八月長安，中國女作家。
- 1989年：閔先藝 ，韓國女子偶像團體Wonder Girls成員。
- 1990年：马里奥·巴洛特利，意大利籍足球運動員。
- 1991年：壯壯，台灣主持人、歌手、藝人。
- 1991年：姜潮，中國男歌手、演員
- 1992年：權光珍，韓國男子偶像乐團N.Flying前成員。
- 1992年：陳語安，台灣演員、模特兒。
- 1992年：卡拉·迪瓦伊，英國模特兒、名媛。
- 1993年：昆凌，台灣模特兒。
- 1993年：朴善英，韓國女子偶像團體f(x)成員。
- 1994年：吳哲源，中信兄弟先發投手。
- 1995年：李洋，臺灣男子羽球運動員。
- 1995年：莎拉·阿里·罕，印度女演員。
- 1996年：崔有真，韓國女子偶像團體CLC、Kep1er成員。
- 1998年：斯特凡諾斯·西西帕斯，希臘職業網球運動員。
- 1999年：金民錫，韓國男子偶像團體ONF前成員。
- 1999年：Dream，美國Youtuber。
- 2001年：迪克西·達梅利奧，美國社交媒體紅人。
- 2003年：黃明德，香港男歌手。

## 逝世
- 前30年：克麗奧佩脫拉七世，埃及王国末代女王。（前69年出生）
- 1274年：宋度宗赵禥，南宋皇帝。（1240年出生）
- 1335年：護良親王，日本建武新政征夷大將軍。（1308年出生）
- 1424年：明成祖朱棣，明朝皇帝。（1360年出生）
- 1484年：西克斯特四世，教宗。（1414年出生）
- 1822年：羅伯特·史都華，卡蘇里子爵，盎格魯-愛爾蘭政治家。（1769年出生）
- 1827年：威廉·布萊克，英國詩人、畫家、版畫家。（1757年出生）
- 1848年：喬治·史蒂芬生，英國工程技師，現行鐵路標準軌距的制訂者。（1781年出生）
- 1865年：威廉·傑克遜·胡克，英國植物學家。（1785年出生）
- 1871年：何塞·马莫尔，阿根廷小說家、詩人、記者、政治人物。（1817年出生）
- 1900年：詹姆士·愛德華·凱勒，美國天文學家。（1857年出生）
- 1928年：萊奧什·楊納傑克，捷克作曲家。（1854年出生）
- 1943年：維托里奧·賽拉，義大利攝影師、登山家。（1859年出生）
- 1948年：朱自清，中國作家。（1898年出生）
- 1955年：湯瑪斯·曼，德國作家，1929年諾貝爾文學獎得主。（1875年出生）
- 1958年：奥古斯塔斯·奥斯利·斯坦利，美國政治家，曾任肯塔基州州長、聯邦眾議員、聯邦參議員。（1867年出生）
- 1959年：漢斯·本諾·伯努利，瑞士建築師、都市規劃師。（1876年出生）
- 1961年：陳嘉庚，華僑企業家、慈善家、革命家。（1874年出生）
- 1964年：伊恩·佛萊明，英國作家、記者，代表作為詹姆士·龐德系列小說。（1908年出生）
- 1974年：馬明方，1925年秋加入中國共產黨；是紅軍時期陝北革命根據地的創始人和主要領導人之一，中共第七屆中央候補委員、第八屆中央委員，第一、第二屆全國人大常委會委員，全國政協第一屆委員會委員。（1905年出生）
- 1984年：周棄子，臺灣詩人。（1912年出生）
- 1985年：蕭華，中国军事家。（1916年出生）
- 1985年：坂本九，日本歌手及演員。（1941年出生）
- 1988年：尚·米榭·巴斯奇亞，美國塗鴉、表現主義藝術家。（1960年出生）
- 1989年：威廉·肖克利，美國物理學家、發明家，1956年諾貝爾物理學獎得主。（1910年出生）
- 1991年：林风眠，中國画家。（1900年出生）
- 1992年：約翰·凱吉，美國先鋒派古典音樂作曲家。（1912年出生）
- 1998年：葉俊麟，台灣歌謠作詞家。（1921年出生）
- 2006年：拉斯卡·盧克維亞，烏干達叛亂組織聖靈抵抗軍領導人。
- 2007年：拉爾夫·阿爾菲，美國物理學家、天文學家。（1921年出生）
- 2009年：萊斯·保羅，美國音樂家。（1915年出生）
- 2013年：約安-弗里索王子，荷蘭王子。（1969年出生）
- 2014年：羅蘭·比歌，美國女演員。（1924年出生）
- 2016年：許再枝，台灣醫師。（1921年出生）
- 2021年：尤娜·斯塔布斯，英國演員。（1937年出生）
- 2021年：李前宽，中國導演、政治人物。（1941年出生）
- 2022年：，德國電影導演。（1941年出生）
- 2022年：安·海契，美國女演員、導演、編劇。（1969年出生）
- 2025年：吳清亮，新加坡億萬富翁。（1927年出生）

## 节假日和习俗
- 国际青年节
- 世界大象日[4]
- 泰國：母親節
- 日本：航空安全之日、君之代紀念日、太平洋橫斷紀念日、分配之日